# ARC Juan Ricardo Oyola Vera
La patrullera ARC Juan Ricardo Oyola Vera es la sexta de un grupo de patrulleras pesadas de apoyo fluvial de la Armada colombiana ('Armada de la República de Colombia' - ARC). Específicamente, está clasificada como PAF-IV (Patrullera de Apoyo Fluvial - Pesada - IV generación). Su diseño futurista y de planos agresivos e inclinados obedece a la incorporación de técnicas modernas de producción marina y protección balística. Fue diseñada y construida por COTECMAR, empresa estatal colombiana de diseño y construcción de buques y navíos.

## Antecedentes
En adición a las tareas comúnmente asociadas con una Armada oceánica o de 'aguas azules' y de guardacostas, la Armada colombiana también tiene responsabilidad conjunta de patrullaje en la extensa red de ríos colombiana. Durante los años 2000 al 2005 aproximadamente, la ARC entabló un proceso de crecimiento y modernización de sus capacidades de flota fluvial, y trabajó junto a COTECMAR en el diseño y construcción de otras patrulleras fluviales, en sus generaciones I a III. Para el año 2005, la ARC comisionó a COTECMAR dos nuevas patrulleras pesadas que incluían nuevas mejoras y aprovechasen la experiencia adquirida con las generaciones anteriores. 

Algunas de las capacidades mejoradas en relación con sus patrulleras 'hermanas' de generaciones anteriores, las PAF-IV incluyen: mayor autonomía y capacidad, helipuerto para re-aprovisionamiento y extracción médica, nuevos sistemas ofensivos y defensivos, mejor soporte a las unidades de Infantería de Marina embarcadas así como a las lanchas patrulleras ligeras tipo 'Piraña' y 'Anguila' que dependen de ella.

## Servicio
Fue lanzada al servicio el 26 de julio de 2006  y nombrada en honor del Teniente de Fragata de Infantería de Marina (TeFIM) Juan Ricardo Oyola Vera, muerto en el año 2004 en el ejercicio de su deber en combates en los Llanos Orientales de Colombia.

La patrullera esté actualmente prestando servicio en los ríos del litoral pacífico colombiano.